# Essay on the plants collected by Mr. Eugene Fitzalan, during Lieut. Smith's expedition to the estuary of the Burdekin
Essay on the plants collected by Mr. Eugene Fitzalan, during Lieut. Smith's expedition to the estuary of the Burdekin (abreviado Essay Pl. Burdekin) es un libro con ilustraciones y descripciones botánicas que fue escrito por el médico, destacado botánico y geógrafo alemán Ferdinand von Mueller y publicado en Melbourne en el año 1860.